# Umed Ukuri
Umed Ukuri (Gambela, 5 ottobre 1990) è un calciatore etiope, attaccante dell'Aswan e della nazionale etiope.

## Carriera

### Club
Ha iniziato la propria carriera agonistica nel campionato etiope per poi trasferirsi nel campionato egiziano nel 2014.

### Nazionale
Ha partecipato alla Coppa d'Africa del 2013. Tra il 2009 ed il 2019 ha collezionato complessivamente 42 presenze e 11 reti con la nazionale etiope.